# Night Skies
Night Skies (bra O Segredo do Céu) é um filme americano de 2007, dos gêneros ficção científica, terror e suspense, dirigido por Roy Knyrim, com roteiro de Eric Miller e Steve B. Harris baseado no evento conhecido como Luzes de Phoenix, em 1997.

## Sinopse
O filme conta a história de cinco amigos que vêem uma formação de luzes que se movem rapidamente no céu. Após um acidente com seu veículo, inicia-se um misterioso encontro com seres alienígenas.

## Elenco
- Jason Connery como Richard
- A. J. Cook como Lily
- George Stults como Matt
- Ashley Peldon como Molly
- Gwendoline Yeo como June
- Joseph Sikora como Joe
- Michael Dorn como Kyle